# Glossaire archéologique des transports terrestres
- Haut – A
- B
- C
- D
- E
- F
- G
- H
- I
- J
- K
- L
- M
- N
- O
- P
- Q
- R
- S
- T
- U
- V
- W
- X
- Y
- Z

## B
- Borne
  - Borne milliaire

## C
- Caravansérail (auberge) syn. Khan
- Cardo
- Collier d'épaule
- Chaussée
  - Les Chaussées Brunehaut

## D
- Decumanus

## K
- Khan syn. Caravansérail

## L
- Licou

## P
- Pont
  - Pont gaulois
  - Pont romain
  - Pont habité

## V
- Voie à ornière
- Voie romaine